# Xerosoma michaelis
Xerosoma michaelis är en insektsart som beskrevs av Ludwig Redtenbacher 1906. Xerosoma michaelis ingår i släktet Xerosoma och familjen Pseudophasmatidae. Inga underarter finns listade i Catalogue of Life.